# Henrique Chaves
Henrique Chaves Jr. (Torres Vedras, 21 maart 1997) is een Portugees autocoureur.

## Carrière
Chaves begon zijn autosportcarrière in het karting in 2006 en werd direct kampioen in het Portugese Cadet-kampioenschap. Hij bleef tot 2015 actief in het karting, waarbij hij titels won in de junior- en X30-klassen van het Portugese kampioenschap en twee titels in de X30-klasse van het Spaanse kampioenschap. Ook werd hij tweede in de KZ2-categorie van het Spaanse kampioenschap.
In 2015 maakte Chaves de overstap naar het formuleracing, waarin hij fulltime deelnam aan de Formule Renault 2.0 NEC voor het team AVF. Met een vijfde plaats in de seizoensfinale op de Hockenheimring als beste klassering werd hij dertiende in het kampioenschap met 101 punten. Daarnaast nam hij ook deel aan drie raceweekenden van de Eurocup Formule Renault 2.0 als gastcoureur bij AVF.
In 2016 bleef Chaves actief voor AVF, waarin hij zowel in de Eurocup als de NEC een volledig seizoen reed. In de Eurocup eindigde hij op de elfde plaats in het kampioenschap met 41 punten en twee vijfde plaatsen op de Red Bull Ring en het Autódromo do Estoril als beste resultaten. In de NEC werd hij vijftiende met 106 punten en een vijfde plaats op Spa-Francorchamps als beste race-uitslag.
In 2017 concentreerde Chaves zich op de Eurocup en behaalde op Silverstone zijn eerste podiumplaats in het formuleracing. Mede hierdoor eindigde hij als twaalfde in het kampioenschap met 53 punten. Daarnaast kwam hij aan het eind van dat jaar uit tijdens het laatste raceweekend van de World Series Formule V8 3.5 voor AVF op het Bahrain International Circuit. Hij won de eerste race van het weekend en werd vijfde in de tweede race, waardoor hij 35 punten scoorde.